# دین باتلر (هنرپیشه)
دین باتلر (انگلیسی: Dean Butler؛ زادهٔ ۲۰ مهٔ ۱۹۵۶) یک هنرپیشه اهل کانادا است.
از فیلم‌ها یا برنامه‌های تلویزیونی که وی در آن نقش داشته است می‌توان به خانه کوچک اشاره کرد.